# Suvodo
Suvodo (cyr. Суводо) – wieś w Czarnogórze, w gminie Žabljak. W 2011 roku liczyła 23 mieszkańców.